# مقاطعة تايلور (تكساس)
مقاطعة تايلور (بالإنجليزية: Taylor  County)‏ هي إحدى المقاطعات في ولاية تكساس، الولايات المتحدة الأمريكية، يبلغ عدد سكانها 131,506 نسمة طبقا لإحصاء عام 2010 .

موقع المقاطعة في ولاية تكساس